# Jang Joon-hwan
Jang Joon-hwan (hangul 장준환, nascut el 18 de gener de 1970) és un director de cinema de Corea del Sud.

## Vida i carrera
Llicenciat a la Universitat Sungkyunkwan, el primer treball de direcció de Jang va ser al curtmetratge de 1994 2001 Imagine. El seu llargmetratge de debut va ser la pel·lícula de ciència-ficció Save the Green Planet! (2003), considerada una de les pel·lícules més singulars i originals de la història. del cinema coreà. Jang va guanyar el millor director als Premis dels Crítics de Cinema de Busan i el Sant Jordi Especial de Plata al millor director al 25è Festival Internacional de Cinema de Moscou.
Va dirigir dos curtmetratges més Hair (2004), i Love for Sale (2010, com a part de la omnibus Camellia, sobre el passat, present i futur de la ciutat de Busan). Aleshores, el 2013, es va estrenar el segon llargmetratge tan esperat de Jang, un thriller de venjança titulat Hwayi: A Monster Boy.
L'any 2017, va dirigir una pel·lícula de thriller polític titulada 1987: When the Day Comes. La pel·lícula va ser un èxit de crítica i comercial, i va guanyar millor director i millor pel·lícula als 9è KOFRA Film Awards i 39ns Blue Dragon Film Awards a la millor pel·lícula.

## Vida personal
Jang es va casar amb l'actriu Moon So-ri el 24 de desembre de 2006.

## Filmografia
- 1987: When the Day Comes (2017) - director
- The Running Actress (2017) - actor
- Hwayi: A Monster Boy (화이, 2013) - director
- Waiting for Jang Joon-hwan (장준환을 기다리며, curtmetratge, 2012) - cameo
- Love for Sale (segment de Camellia 카멜리아, 2010) - director
- Two or Three Things I Know about Kim Ki-young (감독들, 김기영을 말하다, documental, 2006) - cast
- Hair (털, curtmetratge, 2004) - director, guionista
- Save the Green Planet! (지구를 지켜라!, 2003) - director, guionista
- Phantom: the Submarine (유령, 1999) - guionista
- Motel Cactus (모텔 선인장, 1997) – director assistent
- Boong-boong (curtmetratge, 1996) - director de fotografia
- Transmutated Head (변질헤드, curtmetratge, 1996) - director de fotografia
- The Love of a Grape Seed (포도 씨앗의 사랑, curtmetratge, 1994) - director de fotografia
- Sounds from Heaven and Earth (하늘소리 땅소리, curtmetratge, 1994) - director de fotografia
- 2001 Imagine (2001 이매진, curtmetratge, 1994) - director, guionista, cast
- Incoherence (지리멸렬, curtmetratge, 1994) - il·luminació
- The Age of Success (curtmetratge, 1994) - il·luminació

## Premis
- 2018 55ns Grand Bell Awards al millor director[7]
- 2018 18ns Director's Cut Awards al millor director[8]